# Строкун Тихін Григорович
Строкун Тихін Григорович (29 червня 1902, Новопашківська — 20 серпня 1965, Краснодар) — український бандурист, бандурний майстер, педагог, письменник, громадський діяч.
Народився в ст. Новопашківська на Кубані. Активний учасник впровадження українізації на Кубані, зокрема, часто виступав на крайовому і міському радіо як бандурист (бандура у С. Клепкова, великого розміру, орнаментована, мала 20 басів і 51 приструнок, по центру деки намальований вінок, в середині якого — Тарас Шевченко з бандурою). М. Варрава оцінював його як визначного бандуриста. Секретар на курсах української мови та літератури у Краснодарі. 1931 р. закінчив фак-т української філології Краснодарського педагогічного інституту. На робітничому фак-ті викладав українську мову та літературу. З 1929 р. публікував свої поезії та прозові твори.
У січні 1933 р. заарештований органами НКВД, в серпні того ж року засуджений на 10 років позбавлення волі за участь в «українській націоналістичній повстанській контрреволюційній організації». За свідченням родичів, його засудили «за українську мову і бандуру». Покарання відбував на Біломорканалі. В 1939 р. відправлений на російсько-фінську війну. Після Другої світової війни працював учителем російської мови та літератури в СШ № 34, бібліотекарем.
У повоєнні роки написав книги «Записки солдата» та «Зрадник Батьківщини».